# إيميليو ريكوبا
إيميليو ريكوبا (بالإسبانية: Emilio Recoba)‏ (3 نوفمبر 1903– 12 سبتمبر 1992) لاعب كرة قدم أوروغواياني كان يجيد اللعب في خط الدفاع . ساهم في تتويج منتخب بلاده ببطولة كأس العالم لكرة القدم 1930 التي استضافتها الأوروغواي على الرغم من أنه لم يلعب أي مباراة . لعب طوال مسيرته الرياضية في نادي ناسيونال مونتيفيديو .
عندما توفي ريكوبا اعتبر آخر لاعب على قيد الحياة من تشكيلة منتخب الأوروغواي الفائز ببطولة كأس العالم الأولى . وقتها كان ريكوبا الأطول عمرا عند وفاته إذ توفي وعمره يناهز 88 سنة واستمر هذا الرقم القياسي حتى سنة 1996 عندما حطمه لاعب الوسط الفرنسي سيليستين ديلمر الذي توفي عن عمر ناهز 89 سنة .